# Cabo Helles
El cabo Helles (en turco: Seddülbahir) es un promontorio rocoso en el extremo suroccidental de la península de Gallípoli, en Turquía, en el mar Egeo. Fue el escenario de intensos combates entre las tropas turcas y británicas al comienzo de la campaña de Galípoli en 1915, en el marco de la Primera Guerra Mundial.
Ahora se levanta aquí uno de los monumentos principales de la campaña mantenida por la Comisión de Tumbas de Guerra de la mancomunidad de naciones, en particular para aquellos que formaban parte de las fuerzas británicas e indias (en lugar de las fuerzas ANZAC) que luchaban allí.